# 徐自強的練習題
《徐自強的練習題》，是臺灣導演紀岳君的紀錄片作品，以臺灣冤案徐自強案為題材。

## 內容

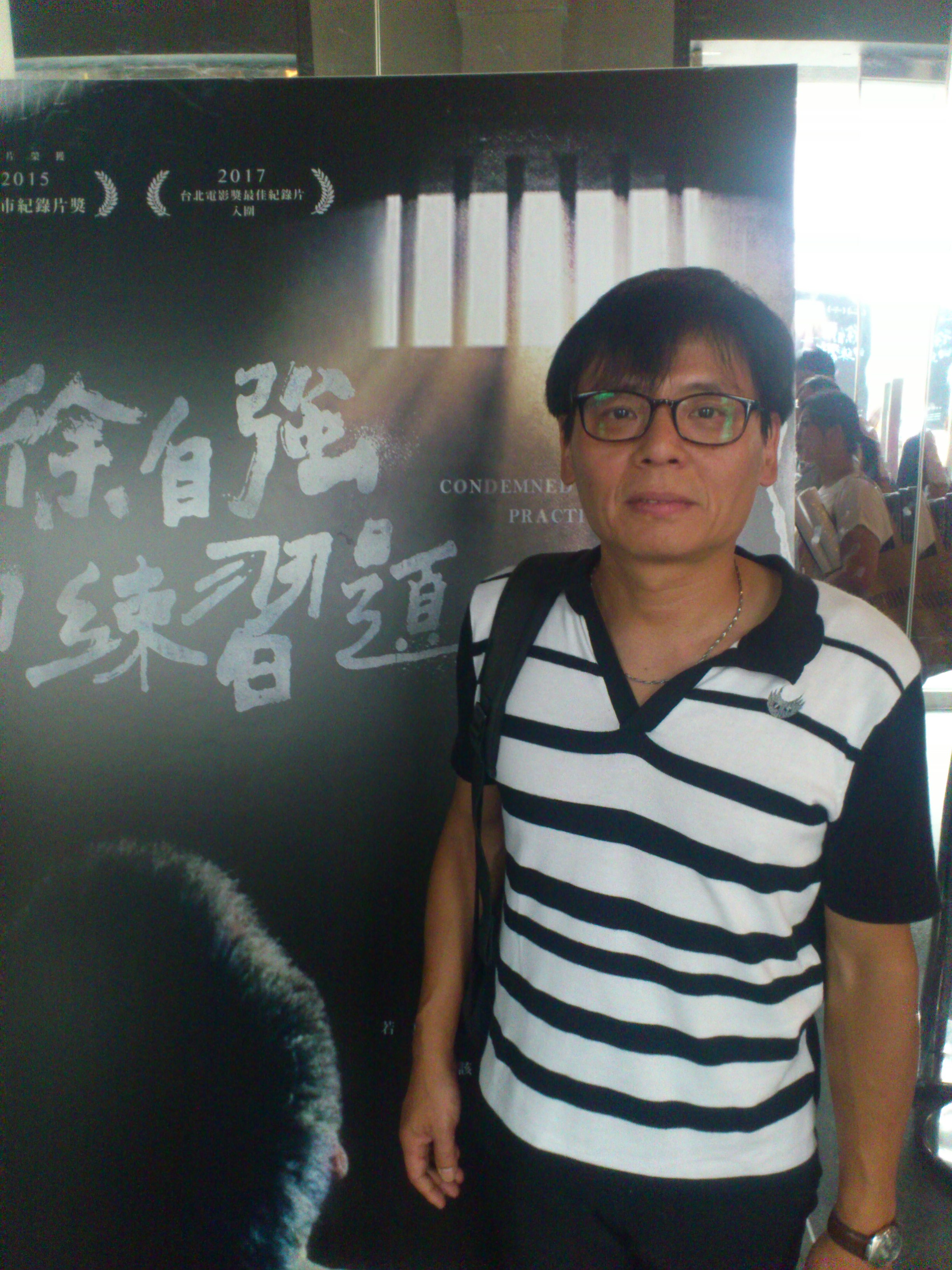
徐自強

1995年黃春樹命案徐自強被其中的兩名嫌犯黃春棋、陳憶隆供稱為幕後主使，而在審判過程中歷經70多位法官認為徐自強有罪，並7度被判處死刑、2次的無期徒刑纏訟了21年之久，最終在2016年的更九審獲判無罪。

## 發行
2017年8月7日該片在台北市華山1914文化創意產業園區光點華山電影館舉行院線首映。同年9月2日立法委員洪慈庸在臺中市邀請民眾免費於戲院觀看該部紀錄片。

## 奬項
| 頒獎典禮         | 獎項       | 名字               | 結果 |
| 2017年台北電影節 | 最佳紀錄片 | 《徐自強的練習題》 | 提名 |
| 2017年台北電影節 | 觀眾票選   | 《徐自強的練習題》 | 獲獎 |
| 2017年台北電影節 | 社會公義獎 | 《徐自強的練習題》 | 獲獎 |
| 南方影展         | 南方首獎   | 《徐自強的練習題》 | 獲獎 |
| 第54屆金馬獎     | 最佳紀錄片 | 《徐自強的練習題》 | 提名 |

## 外部連結
- 徐自強的練習題的Facebook專頁
- 豆瓣电影上《徐自強的練習題》的資料 （简体中文）
- 開眼電影網上《徐自強的練習題》的資料（繁體中文）
- 互联网电影数据库（IMDb）上《徐自強的練習題》的资料（英文）